# Jesús Alonso "Berchen"
Jesús Alonso (n. Valladolid; 7 de febrero de 1966) cuyo nombre artístico es "Berchen", es un pintor de Valladolid que se caracteriza por usar sangre de toro de lidia y vino en sus cuadros.

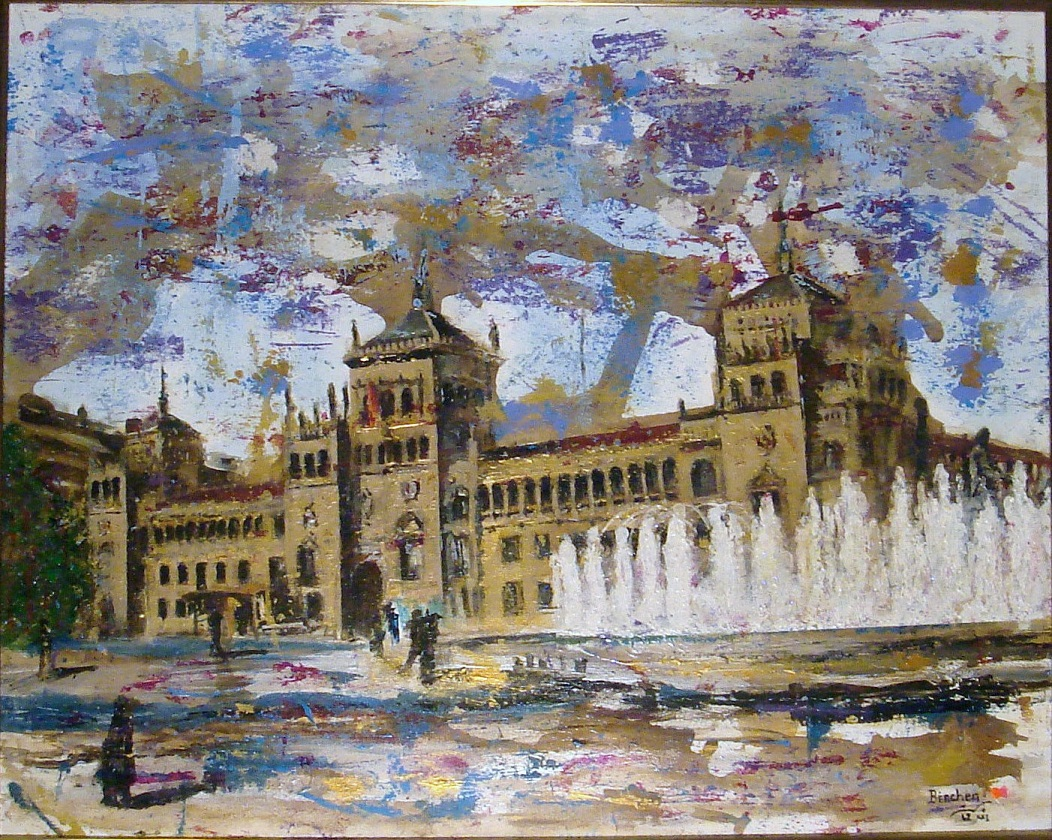
Academia de Caballería de Valladolid
Técnica mixta con vino (83x64)

## Trayectoria
Este artista vallisoletano empezó a realizar pinturas de manera autodidacta, mezclando en sus lienzos algunos materiales poco usuales como vino, un productor muy importante de la zona de donde él mismo es autóctono, la Ribera del Duero.
También ha realizado cuadros que muestran edificios propios de Valladolid como es la Academia de Caballería, o el Castillo de Peñafiel.
Otra de sus temáticas preferidas es el toreo, donde destacan obras como Toros en LZ o su cuadro de José Tomás.
Su estilo, cambiante, ha pasado de formas figurativas hasta llegar a la abstracción.

## Obras
- ¿Por que no te callas? (2010, Técnica mixta con vino)
- Castillo de Peñafiel (2010, Técnica mixta con vino, 160x100 cm)
- Academia de Caballería, Valladolid (2010, Técnica mixta con vino, 83x64 cm)

## Enlaces de interés
- Blog del Artista
- "José Tomás, a sangre y oro" (www.abc.es) www.abc.es http://www.abc.es/espana/castilla-leon/abci-jose-tomas-sangre-y-201512190131_noticia.html
- http://www.elnortedecastilla.es/culturas/201512/19/retrato-ingrediente-inusual-20151218115323.html]

- Datos: Q24078973